# Zsengellér József (csendőr)
Zsengellér József (Cegléd, 1896 – ?) magyar csendőrtiszt, országgyűlési képviselő.

## Élete
Református vallású csalásban született. Középiskoláit szülővárosában végezte, majd az első világháború elején bevonult a 29. honvédgyalogezredhez. Onnan a kassai 9. gyalogezredhez került és azzal ment ki az orosz frontra. Sopronban honvédtiszti kiegészítő vizsgát tett, s a harctéren tanúsított bátor magatartásáért összesen nyolc kitüntetésben részesült.
1918-ban a csendőrséghez sorolták át és ott teljesített szolgálatot több mint két évtizeden keresztül; 1939. március 1-jén, mint csendőr százados kérte nyugdíjazását. Ugyanazon év májusában, az általános választáson országgyűlési képviselőjelöltként is elindult a ceglédi választókerületben, és két erős ellenféllel – Antal István igazságügyi államtitkárral, a Magyar Élet Pártja (MÉP) hivatalos jelöltjével és Czirják Antal kisgazdapárti jelölttel – szemben több százas szótöbbségű győzelmet aratott.